# Туспан (муниципалитет Веракруса)
Туспан (исп. Tuxpan) — муниципалитет в Мексике, штат Веракрус, с административным центром в городе Туспам-де-Родригес-Кано. Численность населения, по данным переписи 2010 года, составила 143 362 человека.
Туспан был местом отплытия яхты, которая перевезла Фиделя Кастро, его брата Рауля и других борцов кубинской революции из Мексики на Кубу в 1956 году, для свержения режима Батисты.

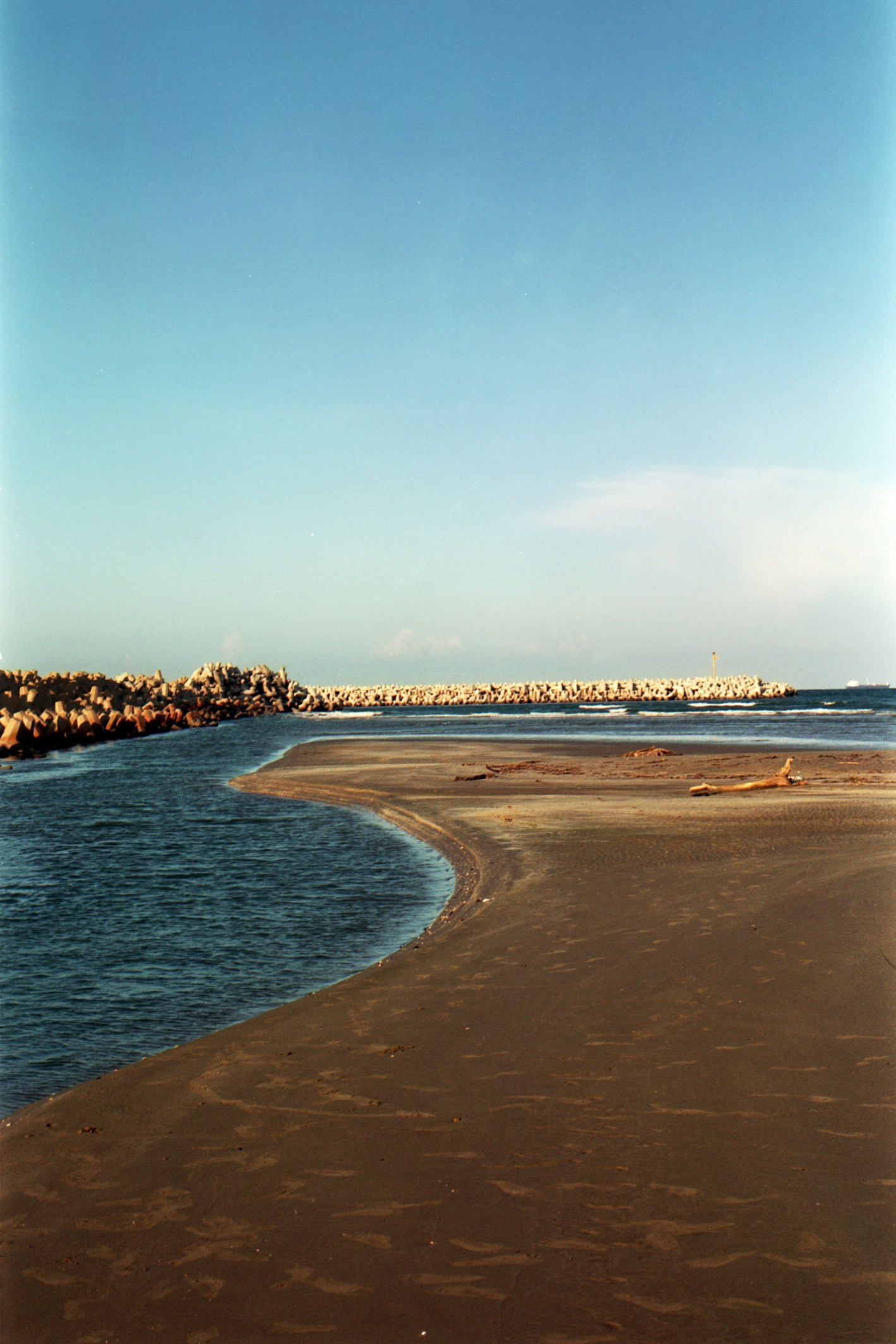
Пляжи Туспана